# Acústico (álbum de André Sardet)
Acústico es el título del álbum del cantante portugués André Sardet, editado en 2006 por la discográfica Farol Música. Este disco ha sido uno de los mayores éxitos del autor. El concierto fue grabado en el Teatro Académico de Gil Vicente en Coímbra, Portugal.
Además del CD de música se incluyó un DVD con alguno de los videoclips de las canciones.
Las canciones y videos son los siguientes:

## CD
- 1. Alma Devolvida
- 2. Foi Feitiço
- 3. Nasce Sem Se Ver
- 4. O Azul Do Céu
- 5. Perto Máis Perto
- 6. Se Eu Disser (con Luís Represas)
- 7. Pura Imperfeição
- 8. Quando Eu Te Falei De Amor
- 9. Hoje Vou Ficar
- 10. Um Minuto De Prazer
- 11. Cubo De Gelo
- 12. Não Mexas No Tempo
- 13. Pássaro Azul
- 14. Um Amigo, Um Lamento
- 15. Balada Da Estrada Do Sol
- 16. Quando Eu Te Falei Em Amor

## DVD
- 1. Foi Feitiço
- 2. O Azul Do Céu
- 3. Quando Eu Te Falei De Amor

- Datos: Q8187877